# Мілфорд Тауншип (округ Пайк, Пенсільванія)
Мілфорд Тауншип (англ. Milford Township) — селище (англ. township) в США, в окрузі Пайк штату Пенсільванія. Населення — 1523 особи (2020).

## Демографія
Згідно з переписом 2010 року, у селищі мешкало 1530 осіб у 623 домогосподарствах у складі 438 родин. Було 730 помешкань
Расовий склад населення:
| - 94,6 % — білих - 1,6 % — азіатів - 1,0 % — чорних або афроамериканців - 0,5 % — корінних американців - 0,1 % — вихідців з тихоокеанських островів |

До двох чи більше рас належало 1,2 %. Частка іспаномовних становила 5,2 % від усіх жителів.
За віковим діапазоном населення розподілялося таким чином: 20,2 % — особи молодші 18 років, 59,7 % — особи у віці 18—64 років, 20,1 % — особи у віці 65 років та старші. Медіана віку мешканця становила 48,4 року. На 100 осіб жіночої статі у селищі припадало 95,7 чоловіків;  на 100 жінок у віці від 18 років та старших — 92,9 чоловіків також старших 18 років.
Середній дохід на одне домашнє господарство  становив 83 197 доларів США (медіана — 64 583), а середній дохід на одну сім'ю — 105 765 доларів (медіана — 90 446). Медіана доходів становила 60 735 доларів для чоловіків та 41 932 долари для жінок. За межею бідності перебувало 7,2 % осіб, у тому числі 16,1 % дітей у віці до 18 років та 3,7 % осіб у віці 65 років та старших.
Цивільне працевлаштоване населення становило 626 осіб. Основні галузі зайнятості: освіта, охорона здоров'я та соціальна допомога — 28,6 %, роздрібна торгівля — 11,0 %, науковці, спеціалісти, менеджери — 10,4 %.